# Agrilus corylicola
Agrilus corylicola es una especie de escarabajo joya del género Agrilus, familia Buprestidae, orden Coleoptera.
Fue descrita por primera vez por Fisher en 1928.
Mide 6-8 mm. Se distribuye por América del Norte, en Estados Unidos, en 17 estados.